# Badra (Kyffhäuserland)
Badra es una aldea en Alemania Central, en el norte del estado de Turingia, en la parte central-norte del distrito de Kyffhäuser. 

## Geografía
Geográficamente, se encuentra entre los macizos montañosos del Kyffhäuser (macizo montañoso) y Windleite a orillas del arroyo Badraer Bach. El territorio de la comunidad se extiende al norte entrando a la llanura del Goldene Aue, así también a una parte de la superficie lagunar de la presa del río Helme, llamada también Talsperre Kelbra.
Badra forma parte de la unión administrativa comunitaria Kyffhäuserland, donde se ubica en el extremo noroeste. 

### Poblados que rodean la comunidad
Las comunidades que la rodean son: al noroeste las aldeas de Auleben, Hamma y Görsbach al norte la comunidad de Berga (Kyffhäuser), con la estación ferroviaria de Berga-Kelbra. También se encuentra allí la laguna Helmestausee o Talsperre Kelbra, sobre la cual se extiende el sitio Ramsar número 176. Al noreste se encuentra la ciudad rural Kelbra, al este la aldea Steinthaleben, al sureste Bendeleben, al suroeste la granja Schersen y la ciudad Sondershausen. El macizo montañoso del Kyffhäuser se encuentra en el este, atrás de la aldea Steinthaleben, mientras al norte está el sistema montañosa Stockey o Numburger Berge y Badraer Schweiz ("La Suiza de Badra"), la cual forma una continuidad entre los sistemas montañosos conectando el Kyffhäuser con el Windleite. El sistema montañoso del Windleite se extiende al sur y al poniente de la aldea de Badra. 

### Caminos de acceso y transporte público
Badra se encuentra en la carretera L1040/L234, que conecta las ciudades de Sondershausen en el suroeste con Kelbra en el noreste. Badra está aproximadamente a medio camino entre estas dos localidades. Hay caminos sin número hacia Steinthaleben y Auleben a las que se puede acceder en coche durante todo el año. La carretera a Steinthaleben se pavimentó por primera vez a finales de los años 90, la carretera a Auleben no, pero es transitable y se utiliza con regularidad. Al norte de las ciudades de Görsbach Berga y Rossla se encuentra la autopista federal 38 Leipzig-Göttingen.

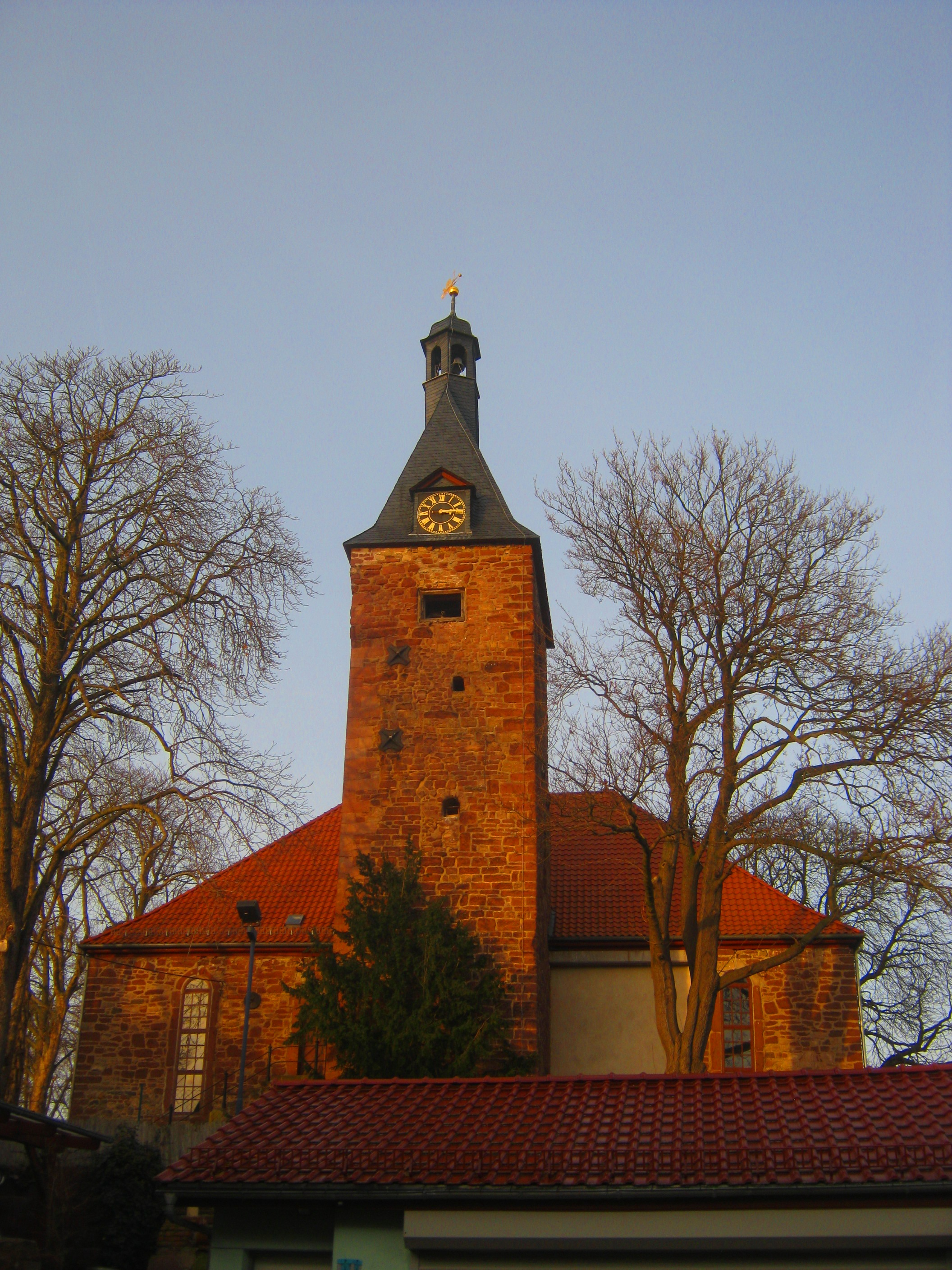
iglesia Spiritus Sanctus (Espirito Santo) en Badra. Vista desde el sur.

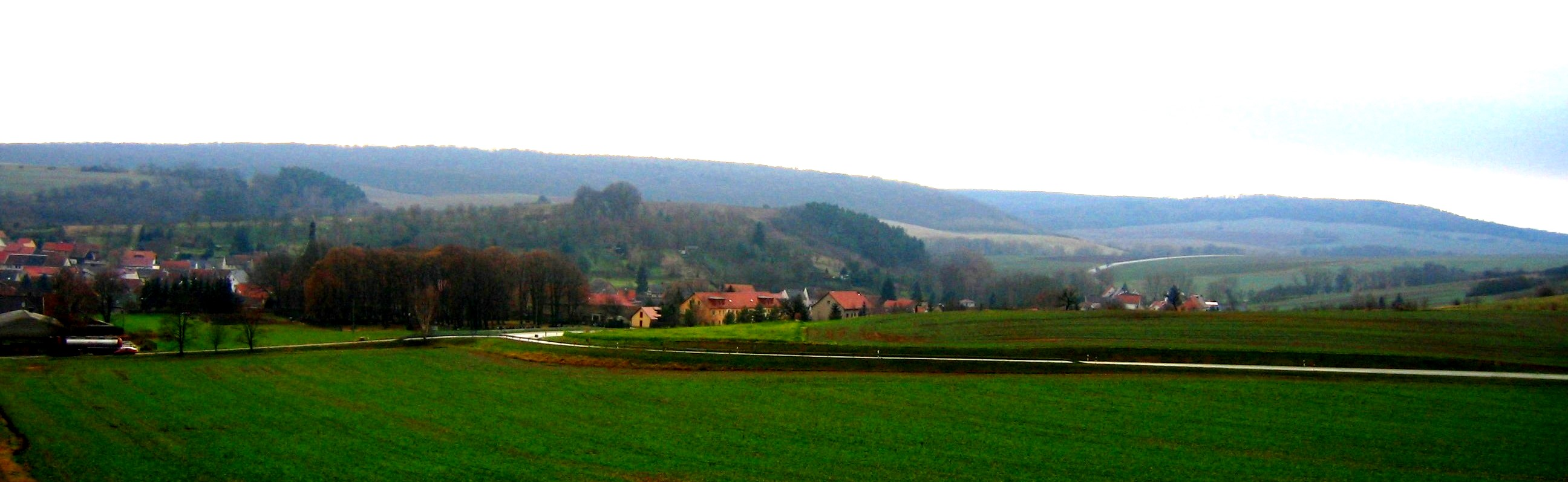
Vista sobre la aldea de Badra desde el norte hacia el sur, Al fondo tras la aldea se observan los cerros del Windleite

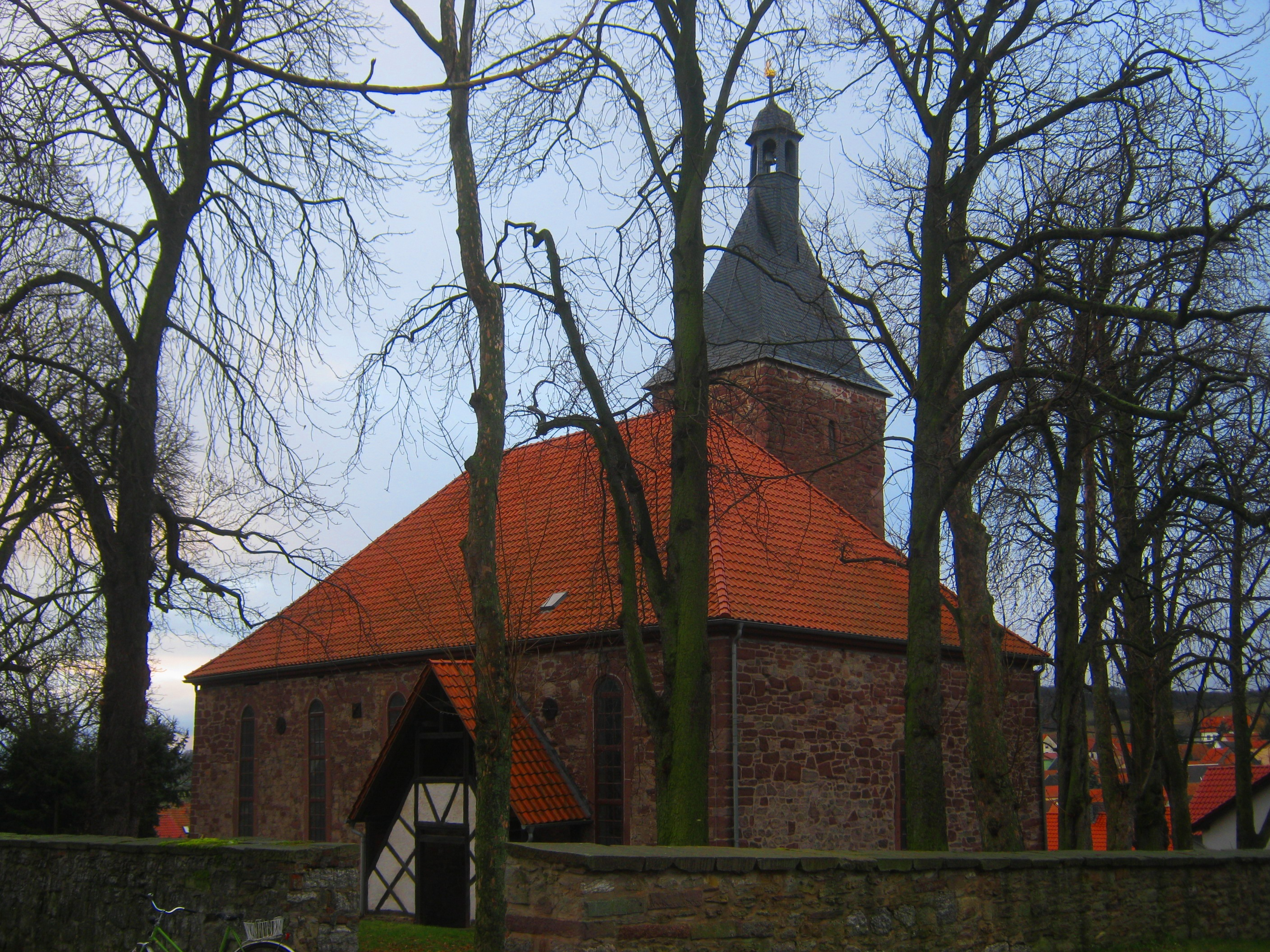
iglesia Spiritus Sanctus (Espirito Santo) en Badra, desde el norte

Las estaciones de tren más cercanas están en Sondershausen West (línea ferroviaria Nordhausen-Erfurt) y Berga-Kelbra (línea ferroviaria Halle-Kassel).  Badra está conectada con transporte público de autobús de la línea 461 de la Regionalbus GmbH con la ciudad de Sondershausen en forma regular, y únicamente 2 veces al día con la ciudad de Kelbra.

## Áreas naturales protegidas
La aldea de Badra está rodeado por el Parque Natural Kyffhäuser (305 km²), que a su vez forma parte del Geoparque Kyffhäuser (833 km²), donde la aldea esta dentro del área.
Alrededor de Badra se encuentran las siguientes áreas FFH (Flora-Fauna-Hábitat)-2000, todas ellas dentro de los parques antes mencionados: La gran área de Flora-Fauna-Hábitat (FFH-2000) se extiende al norte y al noreste de la aldea de Badra: 
- zona Badraer Schweiz - Solwiesen (4632-302) con 3382 ha,
- zona FFH Kyffhäuser - Badraer Schweiz - Helmestausee (4531-403) con 3781 ha, con su zona FFH asociada Helmestausee Berga-Kelbra (4531-401) con 784 ha. 
Dentro de estas dos grandes áreas FFH, en gran parte superpuestas, se han combinado y ampliado varias reservas naturales más antiguas, especialmente 
- las montañas kársticas de yeso de Badraer Lehde y Bardraer Schweiz (desde 1928). 
- la reserva natural de Schlossberg-Solwiesen con el número 165.423, una superficie de 5,415 km², con una gran parte de superficie protegido desde el mismo  1928. 
- el área protegida  Badraer Lehde-Großer Eller, con únicamente 0,819 km² con el número 162.322., ubicado aloriente de la aldea Badra
Al sur de Badra se encuentra la parte oriental del Windleite, sobre la cual se extiende la zona militar de Sondershausen. Allí también existen los siguientes zonas protegidas: 
- zona FFH Dickkopf - Bendeleber Forst - NSG Gatterberge (4631-301) con 1,226 hectáreas, Dicho área está designada principalmente como santuario de aves. 
Dentro de está misma zona militar se encuentra en medio del bosque la laguna Segelteich, con un humedal asociado, lo cual todavía no cuenta con un estado de protección, aunque tenga potencial de convertirse en uno próximamente.
Todo el embalse del Helmestausee o Talsperre Kelbra, incluyendo las praderas húmedas y zonas de inundables al oeste del embalse, ádemás las zonas de halófitas alrededor de los manantiales salinas, ha sido designada como área protegida internacional Ramsar número 176 desde 1978. Esta área esta parcialmente sobrepuesto con las áreas naturales protegidas (zona FFH 2000) mencionadas anteriormente.